# Pacifique de San Severino
Pacifique de San Severino (San Severino Marche, 1er mars 1653 - San Severino Marche, 24 septembre 1721) est un franciscain réformé italien reconnu saint par l'Église catholique.

## Biographie
Professeur de philosophie, il était également un brillant prédicateur.
Ordonné prêtre en 1677, il devint infirme huit ans plus tard et dut abandonner sa prédication itinérante. Il supporta ses infirmités avec patience et fut favorisé de grâces mystiques. Devenu sourd et aveugle, il ne put continuer à célébrer la messe mais demeura longuement auprès du Saint-Sacrement.  